# Судаково (Смоленская область)
Судаково — Деревня в Угранском районе Смоленской области России. Входит в состав Русановского сельского поселения.
Население — 21 житель (2007 год).
Расположена в юго-восточной части области в 3 км к юго-западу от Угры, в 0,1 км северо-западнее автодороги Знаменка-Спас-Деменск, на берегу реки Угра. В 3 км северо-восточнее от деревни находится железнодорожная станция Угра на линии Торжок-Брянск.

## История
В годы Великой Отечественной войны деревня была оккупирована гитлеровскими войсками в октябре 1941 года, освобождена в марте 1943 года.